# Bayern de Múnich (baloncesto)
El FC Bayern de Múnich es una sección deportiva de baloncesto profesional del club de fútbol Bayern de Múnich. Tiene sede en la ciudad de Múnich, Alemania, y milita en la BBL, máxima categoría del baloncesto alemán y en la Euroliga, máxima categoría continental. Disputa sus partidos en el BMW Park, con capacidad para 6500 espectadores.

## Historia
El Bayern de Múnich tiene una larga tradición de baloncesto. Sus años de mayor éxito fueron entre los años 1950 y 1960 (Campeonato de Alemania en 1954, 1955, y la Copa de Alemania en 1968), el club disfrutó de gran popularidad en 1956, cuando atrajo 40,000 aficionados en un partido amistoso al aire libre contra el Lancia Bozen , uno de los mejores clubes de baloncesto de Italia. Más tarde, en 1966, el club fue un miembro fundador de la Liga Alemana.
En los años siguientes, el club poco a poco se desvaneció, y en 1974, incluso fue relegado a la segunda división alemana. Durante algún tiempo, el club no se recuperó, y solo tuvo unos dos o tres años de éxito (Bayern pasó a la Primera División de Alemania en 1987, y permaneció allí hasta 1989).
En 2008, el objetivo del equipo era volver a la cima, a la Liga Alemana, que finalmente hizo. En un futuro cercano, el club aspira a convertirse en una fuerza importante en el baloncesto europeo, por lo que el Bayern de Múnich no solo será conocido por sus logros de fútbol, sino también por sus logros de baloncesto. En 2013 el club alcanzó las semifinales de la Bundesliga, donde perdió por 3-2 ante los actuales campeones el Brose Baskets de Bamberg. 
Gracias a una wild card, Bayern de Múnich jugó la Euroliga en la temporada 2013-14. Esta fue su primera aparición en el campeonato europeo, y llegó al Top 16. El 18 de junio de 2014, el Bayern ganó su tercer título nacional cuando derrotó al Alba Berlin 3-1 en las Finales. Fue el primer título para el equipo desde 1955; 59 años después. El jugador estrella del equipo era Malcolm Delaney, quien ganó el MVP y MVP de las Finales.

## Registro por temporadas
| Temporada | División | Liga                     | Posición | Playoffs               | Copa de Alemania | Competición Europea         |
| --------- | -------- | ------------------------ | -------- | ---------------------- | ---------------- | --------------------------- |
| 2002–03   | 3        | Regionalliga             | 2        | –                      | –                | –                           |
| 2003–04   | 3        | Regionalliga             | 1        | Asciende               | –                | –                           |
| 2004–05   | 2        | 2. Basketball Bundesliga | 15       | Desciende              | –                | –                           |
| 2005–06   | 3        | Regionalliga             | 1        | Asciende pero renuncia | –                | –                           |
| 2006–07   | 3        | Regionalliga             | 2        | –                      | –                | –                           |
| 2007–08   | 3        | Regionalliga             | 1        | Asciende               | –                | –                           |
| 2008–09   | 2        | 2. Basketball Bundesliga | 8        | –                      | –                | –                           |
| 2009–10   | 2        | 2. Basketball Bundesliga | 8        | –                      | –                | –                           |
| 2010–11   | 2        | 2. Basketball Bundesliga | 1        | Asciende               | –                | –                           |
| 2011-12   | 1        | Bundesliga               | 5        | Cuartos de final       | –                | Eurocup Liga Regular        |
| 2012-13   | 1        | Bundesliga               | 4        | Semifinalista          | Terceros         | –                           |
| 2013-14   | 1        | Bundesliga               | 1        | Campeón                | Cuarta Plaza     | Euroliga Top 16             |
| 2014-15   | 1        | Bundesliga               | 3        | Subcampeón             | Cuartos de final | Euroliga Fase de grupos     |
| 2015-16   | 1        | Bundesliga               | 4        | Semifinalista          | Subcampeón       | Eurocup Cuartos de final    |
| 2016-17   | 1        | Bundesliga               | 4        | Semifinalista          | Cuartos de final | Eurocup Cuartos de final    |
| 2017-18   | 1        | Bundesliga               | 1        | Campeón                | Campeón          | Eurocup Semifinales         |
| 2018-19   | 1        | Bundesliga               | 1        | Campeón                | Cuartos de final | Euroliga Liga Regular (11º) |
| 2019-20   | 1        | Bundesliga               | 5        | Cuartos de final       | Octavos de final | Euroliga Liga Regular       |

## Palmarés

### Torneos Nacionales (11)
| Competición Nacional             | Competición Nacional | Títulos                            | Subcampeonatos       |
| Basketball Bundesliga            | 6                    | 1954, 1955, 2014, 2018, 2019, 2024 | 2015, 2021, 2022 (3) |
| Copa de baloncesto de Alemania   | 5                    | 1968, 2018, 2021, 2023, 2024       | 2016, 2017 (2)       |
| Supercopa de Baloncesto Alemania | 0                    | -                                  | 2014 (1)             |
| -------------------------------- | -------------------- | ---------------------------------- | -------------------- |

- Campeón de la NBA G League International Challenge: (1)

2019